# Liste des personnalités célèbres de l'université du cinéma de Babelsberg
 (février 2025).
Motif : Problème d'admissibilité des listes - une partie du contenu (les personnalités admissibles) pourraient avoir sa place sur la page de l'académie.
- Archive Wikiwix
- Bing
- Cairn
- DuckDuckGo
- E. Universalis
- Gallica
- Google
- G. Books
- G. News
- G. Scholar
- Persée
- Qwant
- (zh) Baidu
- (ru) Yandex
- (wd) trouver des œuvres sur Wikidata

| 1. | Préciser le motif de la pose du bandeau. | Précisez le motif de la pose du bandeau en utilisant la syntaxe suivante : {{admissibilité à vérifier\|date=mars 2025\|motif=remplacez ce texte par le motif}}                                                                                |
| 2. | Informer les utilisateurs concernés.     | Pensez à avertir le créateur de l'article, par exemple, en insérant le code ci-dessous sur sa page de discussion : {{subst:avertissement admissibilité à vérifier\|Liste des personnalités célèbres de l'université du cinéma de Babelsberg}} |

Les listes suivantes incluent les professeurs et les diplômés de l'université du cinéma de Babelsberg Konrad Wolf à Potsdam- Babelsberg. L' université du cinéma et de la télévision de Potsdam-Babelsberg, comme nom officiel, a reçu le nom supplémentaire de Konrad Wolf en 1985. Depuis sa fondation en 1954 jusqu'en 1969, elle s'appelait l'Académie allemande du cinéma,,.

## Enseignants
Les professeurs et chargés de cours actuels et anciens de l'université sont :
- Daniel Abma
- Wilhelm Adam
- Barbara Albert
- Kim Albrecht
- Regine Albrecht
- Carmen-Maja Antoni
- Jens Becker
- Hilde Berger
- Dieter Berner
- Lothar Bisky
- Robert Bramkamp
- Dennis Eick
- Karim Sebastian Elias
- Dieter Flimm
- Bodo Fürneisen
- Gerd Gericke
- Roland Gräf
- Peter Mario Grau
- Egon Günther
- Jürgen Haase
- Gerhard Hahn
- Michael Hammon
- Peter Henning
- Christoph Hilger
- Alfred Hirschmeier
- Beate Jensen
- Ursula Karusseit
- Edmund Kesting
- Andreas Kleinert
- Michael Knof
- Lutz Köhlert
- Maurice Kowaleski
- Christine Krüger
- Jan Kromschröder
- Stephan Krumbiegel
- Wera Küchenmeister
- Egbert Lipowski
- Karl Heinz Lotz
- Ute Lubosch
- Kurt Maetzig
- Helke Misselwitz
- Lars Montag
- Klaus-Dieter Müller
- Benedict Neuenfels
- Wolf-Dieter Panse
- Claudia Prietzel
- Peter Rabenalt
- Günter Reisch
- Ulrich Reuter
- Hans Rodenberg
- Carlo Rola
- Nino Sandow
- Christina Schindler
- Evelyn Schmidt
- Susanne Schüle
- Torsten Schulz
- Jörg Schweinitz
- Stefan Schwietert
- Rainer Simon
- Klaus Stanjek
- Kerstin Stutterheim
- Gergana Miladinowa-Voigt
- Horst Völz
- Rosa von Praunheim
- Bernd Wefelmeyer
- Dieter Wiedemann
- Henner Winckler
- Kurt Weiler
- Peter Zimmermann

## Anciens étudiants et diplômés
- Felix Ahrens
- Berko Acker
- Mike Adler
- Peter Abraham
- Alice Agneskirchner
- Sascha Anderson
- Vincent Assmann
- Friederike Aust
- Lars Barthel
- Neelesha Barthel
- Hans-Uwe Bauer
- Hilmar Baumann
- Hartmut Beer
- Jakub Bejnarowicz
- Jan Bereska
- Shaheen Dill-Riaz
- Jan Hasenfuß
- Regina Beyer
- Christoph Beyertt
- Petra Blossey
- Marc-Andreas Bochert
- Christel Bodenstein
- Simon Böer
- Bernd Böhlich
- André Böhm
- Jürgen Böttcher
- Tom Böttcher
- Thomas Brasch
- Dietrich Brüggemann
- Thomas Brussig
- Annekathrin Bürger
- Oksana Bulgakowa
- David C. Bunners
- Ernst Cantzler
- Maja Classen
- Christian Conrad
- Frank Dellé
- Andreas Dresen
- Christian Erdmann
- Manuel Fenn
- Carsten Fiebeler
- Alexander Finkenwirth
- Dörte Franke
- Thomas Frick
- Bodo Fürneisen
- Klaus Gehrke
- Gerd Gericke
- Frank Giering
- Robert Glatzeder
- Winfried Glatzeder
- Jacky Gleich
- Sigrid Göhler
- Aelrun Goette
- Christian M. Goldbeck
- Ingolf Gorges
- Lilo Grahn
- Tom Gronau
- Jonas Grosch
- Stephan Grossmann
- Christina Große
- Thomas Grube
- Robert Gwisdek
- Martin Gypkens
- Frank-Burkhard Habel
- Jörg Hauschild
- Jochen Hauser
- Thomas Heise
- Henriette Heinze
- André Hennicke
- Konrad Herrmann
- Andreas Höfer
- Isabelle Höpfner
- Alexander Hörbe
- Lew Hohmann
- Jutta Hoffmann
- Dietmar Huhn
- Sebastian Hülk
- Horst Jonischkan
- Winfried Junge
- Günter Junghans
- Peter Kahane
- Jürgen Karl Klauß
- Andreas Kleinert
- Olivia Klemke
- Jana Klinge
- Eric Klotzsch
- Michael Knof
- Matthias Koeberlin
- Ingelore König
- Stefan Kolbe
- Tilmar Kuhn
- Dietmar Kraus
- Tobi Krell
- Annett Kruschke
- Frank Kruse
- Henrika Kull
- Bernd Michael Lade
- Daniel Lang
- Jan Philip Lange
- Jakob Lass
- Thomas Lawinky
- Aron Lehmann
- Christian Lehmann
- Martin Leidenfrost
- Alina Levshin
- Madeleine Lierck
- Claus Löser
- Rolf Losansky
- Matthias Luthardt
- Karl Heinz Lotz
- Klara Manzel
- Bjarne Mädel
- Holger Mahlich
- Mišel Matičević
- Maxim Mehmet
- Ernst Meincke
- Derek Meister
- Franziska Meletzky
- Christian Mertens
- Matthias Mellinghaus
- Dieter Montag
- Dieter Mucke
- Amy Mußul
- Christa Mühl
- Karlheinz Mund
- Sophie Narr
- Vera Oelschlegel
- Rick Okon
- Florian Panzner
- Sebastian Peterson
- Thomas Plenert
- Axel Ranisch
- Erika Richter
- Manfred Richter
- Lutz Riemann
- Inge Ristock
- Ulrike Röseberg
- Jan Růžička
- Alexander Sass
- Susann Schimk
- Anna Schimrigk
- Sebastian Schlecht
- Florens Schmidt
- Stefan Maria Schneider
- Clemens Schönborn
- Gunther Scholz
- Andrea Schramm
- Helga Schütz
- Jaecki Schwarz
- Horst Seemann
- Regine Seidler
- Sören Senn
- Manto Sillack
- Rainer Simon
- Shirin Soraya
- Maria Speth
- Sebastian Stielke
- Hartwig Strobel
- Regine Sylvester
- Robert Thalheim
- Ines Thomsen
- Gisbert-Peter Terhorst
- Helge Trimpert
- Andreas Voigt
- Julia von Heinz
- Jutta Wachowiak
- Werner W. Wallroth
- Lothar Warneke
- Konrad Weiß
- Ulrich Weiß
- Roland Weissbarth
- Peter Wekwerth
- Peter Welz
- Max Wolter
- Siri Wiedenbusch
- Sylwia von Wildburg
- Thomas Wilkening
- Sebastian Winkels
- Monika Anna Wojtyllo
- Dror Zahavi
- Maryam Zaree
- Herrmann Zschoche